# Râul Sbârcioara
Râul Sbârcioara este un afluent al râului Turcu. 

## Hărți
- Harta județului Brașov